# 迦槃陀

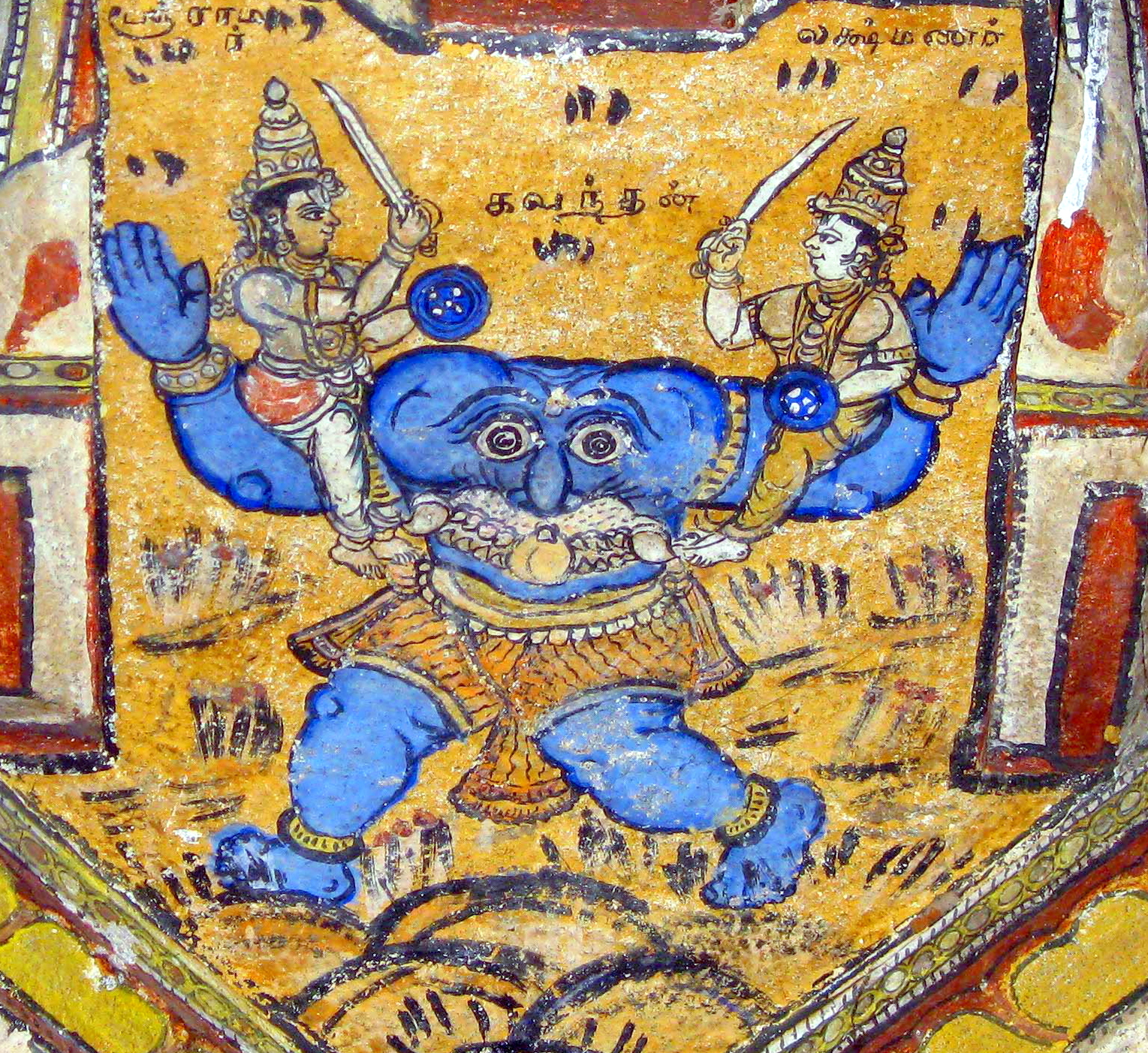
迦槃陀

迦槃陀（天城文：कबन्ध；IAST：Kabandha；本名Vishvavasu，音「毗闍婆蘇」）是印度神话中的一个人物，为居於丹達卡森林中的巨魔羅剎，是乾闥婆的一員。

## 简介
迦槃陀經由苦行而從梵天處獲得了永生的祝福。但之後却個性日漸傲慢，妄想挑戰雷神因陀羅的權威，又因嘲笑八曲仙人身體上的殘缺，結果被詛咒而化為醜陋的羅剎，頭也被用金剛杵硬生生打進身軀內，變成了體型龐大、胸生雙目、腹生血盆大口的無頭怪物（一說是变成了獨眼巨魔）。羅摩兄弟來到森林後，與迦槃陀發生爭執，在戰鬥中砍下了牠的雙臂，無意間将詛咒解除。在其屍身焚毀後，迦槃陀順利回復了原本神聖的樣貌，並指引羅摩前往金砣山，去尋求猴族的協助。